# Смирнова-Немирович, Зоя Александровна
Зоя Александровна Смирнова-Немирович (17 февраля 1909 — 11 августа 1986) — советская оперная певица сопрано и актриса театра и кино, артистка фронтовой бригады. Заслуженная артистка РСФСР. Наиболее известная главной ролью Сильвы Вареску в фильме Сильва (1944).

## Биография
Родилась 17 февраля 1909 года.
Начинала служить с Московского Камерного театра у Александра Яковлевича Таирова, затем была примой Московского театра оперетты. С 1940 года стала солисткой Московского музыкального театра имени Станиславского и Немировича-Данченко. С 1941 года по 1943 год работала во фронтовых актёрских бригадах. В 1944 году снялась в главной роли Сильвы Вареску для фильма Сильва. В 1965 году сыграла эпизодическую роль в первом фильме Война и мир (бабушка в платочке). Звание Заслуженной артистки РСФСР было присвоено 14 августа 1957 года.
Ушла из жизни 11 августа 1986 года. Похоронена на Новодевичьем кладбище.

### Личная жизнь
- муж Михаил Владимирович Немирович-Данченко (1894—1962) (сын Владимира Ивановича Немирович-Данченко).
- сын Василий Михайлович Немирович-Данченко (р. 1940), российский композитор, актер театра и кино, театральный деятель.

## Творчество

### Фильмография
- 1944 — Сильва (Сильва Вареску) — главная роль.
- 1965 — Война и мир (бабушка в платочке) — эпизодическая роль.

### Театральные работы
- 1959 — Елена (Прекрасная Елена), Ж. Оффенбах, реж. В. И. Немирович-Данченко)

## Звания и награды
- Заслуженная артистка РСФСР (14.08.1957)